# Roweńki
Roweńki (ukr. Ровеньки, Roweńky) – miasto na Ukrainie, w obwodzie ługańskim. Ośrodek przemysłu spożywczego, stacja kolejowa.

## Historia
Miejscowość znana jest od 1707 roku.
W 1930 roku zaczęto wydawać gazetę.
Prawa miejskie od 1934 roku.
Podczas II wojny światowej od 20 lipca 1942 do 17 lutego 1943 miasto było okupowane przez Wehrmacht. Zginęli tu wówczas działacze antyfaszystowskiego ruchu uporu – Lubow Szewcowa i Oleg Koszewoj.
W 1985 liczyło 67 tys. mieszkańców, w 1989 liczyło 67 989 mieszkańców.
W 2013 liczyło 47 852 mieszkańców.
Od 2014 roku pod kontrolą Ługańskiej Republiki Ludowej.